# Cyrtodactylus guakanthanensis
Cyrtodactylus guakanthanensis es una especie de gecos de la familia Gekkonidae.

## Distribución geográfica yhábitat
Es endémica de las selvas de una zona kárstica del noroeste de la Malasia Peninsular. Su rango altitudinal oscila alrededor de 45 m s. n. m..